# Polyommatus orphicus
Polyommatus orphicus is een vlinder uit de familie Lycaenidae. De wetenschappelijke naam is gepubliceerd in 2005 door Kolev.
De soort komt voor in Europa.
1. ↑  (en) Polyommatus orphicus op de IUCN Red List of Threatened Species.